# Сова новозеландська
Сова новозеландська (Sceloglaux albifacies) — ендемічний вид сов у Новій Зеландії. Коли у Нову Зеландію прибули європейські поселенці, популяція була достатньо значною. Науковий опис було опубліковано у 1845 році, але вже до 1914 року вид (майже) повністю вимер. Вид належав до монотипічного роду Sceloglaux («сова-негідниця», можливо, через пустотливі звуки, які вона видає).

## Опис

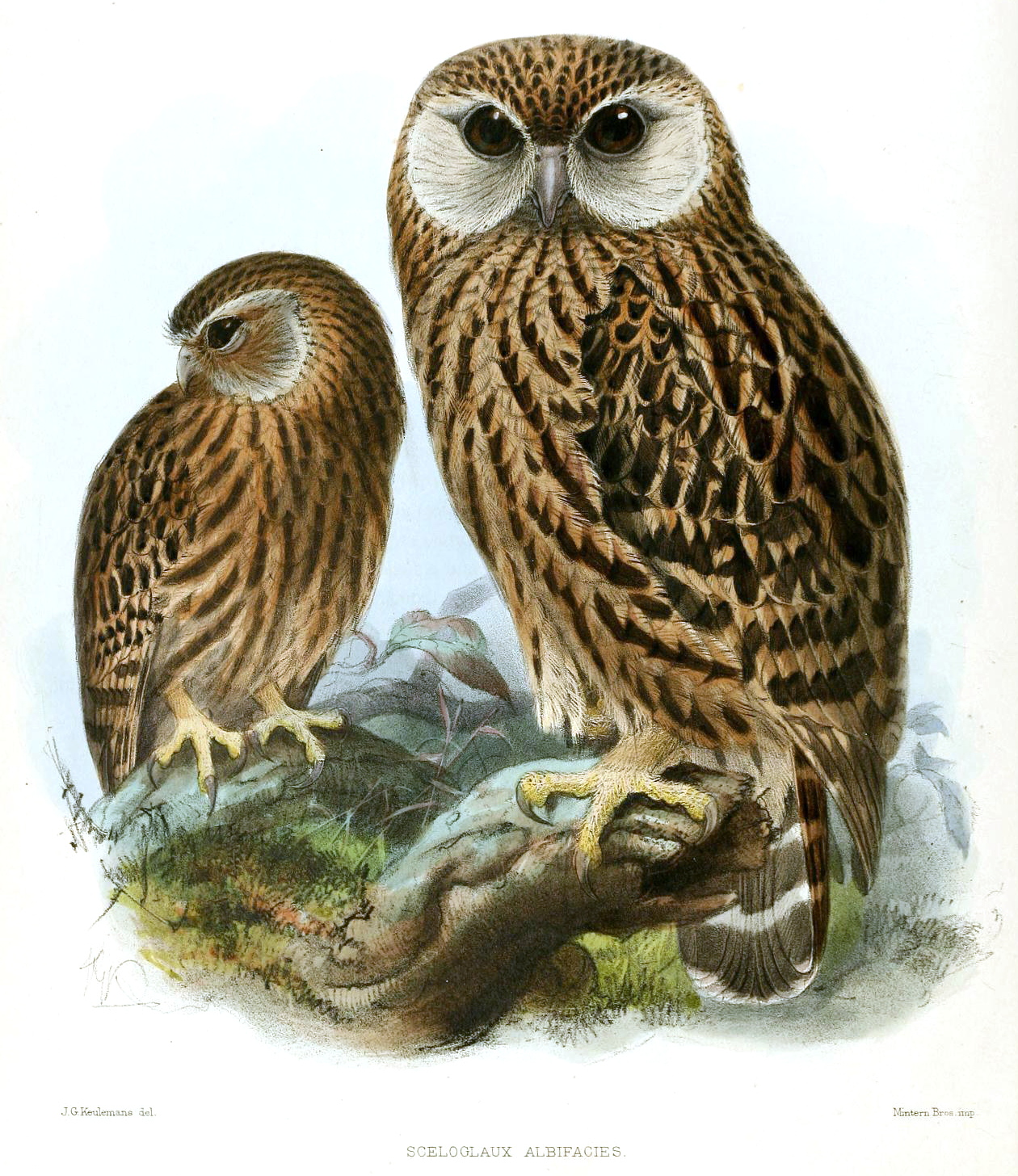
S. a. albifacies, малюнок Герарда Йоганнеса Келеманса, змальований із живих сов, що належали Вальтеру Ротшильду

Оперення цієї сови мало жовтувато-коричневі з темно-коричневим смуги. На плечах, і інколи ззаду шиї — білі лямки. Контурні пера на спині мали білу облямівку. На крилах і хвості — світло-коричневі смужки. Пера на передплесні — від жовтуватих до червонувато-рудих. Лицевий диск білий поза і під очима, що переходить до сірого з коричневими смужками до центру. Деякі птахи більш іржаво-руді, з коричневим лицевим диском, це спершу пояснювали підвидовими відмінностями, але ймовірно це лише індивідуальні варіації. Є свідчення, що чоловічі особини більш барвисті (наприклад, екземпляр з Лінца OÖLM 1941/433). Очі — темно-оранжеві. Тіло завдовжки 35,5–40 см, крила — 26,4 см, чоловічі особини дещо менші, ніж жіночі. Вага — близько 600 грамів.

### Голос
Вид отримав назву через звуки, які видавала сова: «голосний крик, утворений із серії гнітючих скриків, що повторюються», «особливий гавкаючий шум …схоже на молодого пса», «похмуре пугукання» тощо, які чули від особин у польоті. Спіймані сови видавали звуки присвистування, хихикання, нявкання і подібне.

## Поширення і підвиди

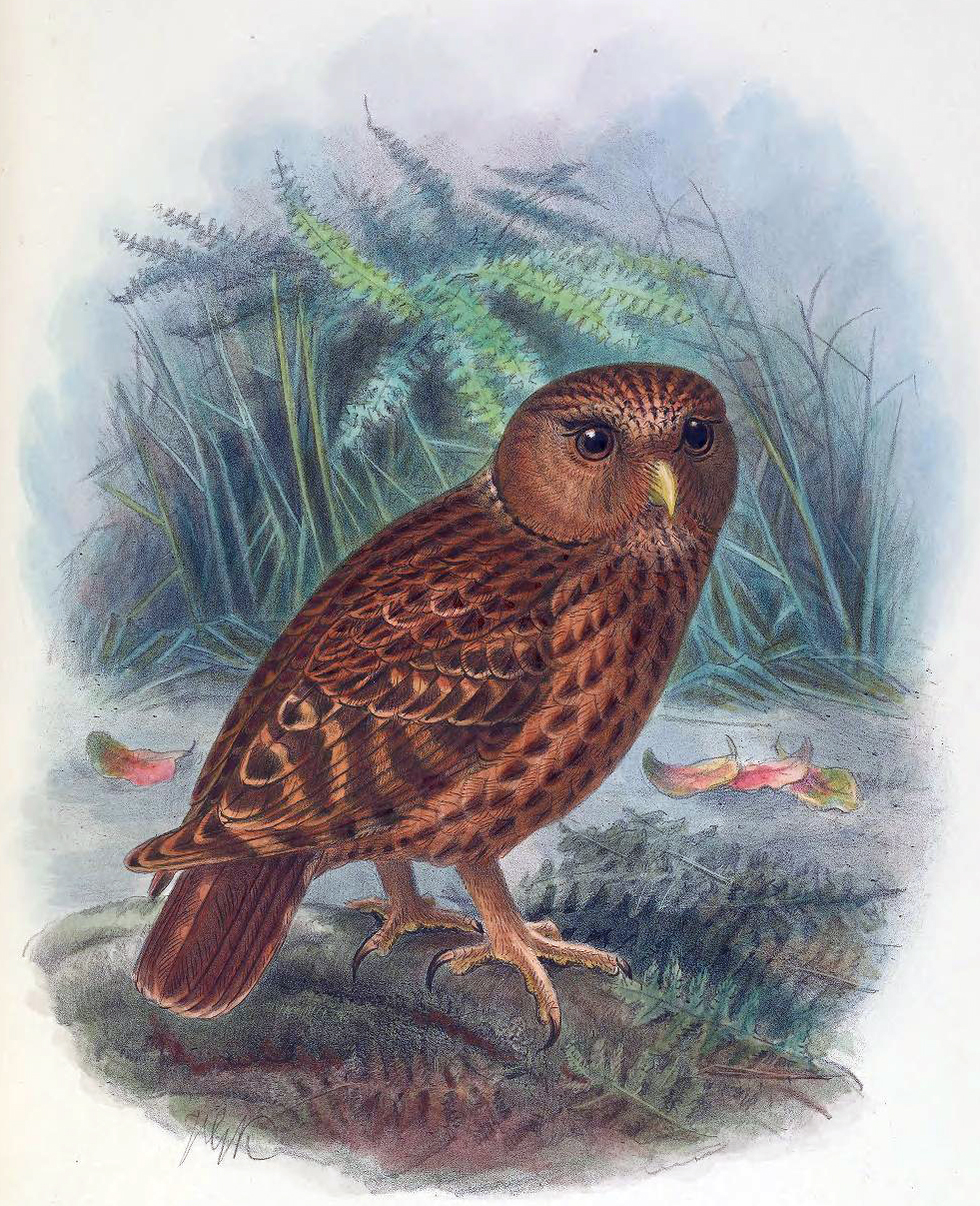
S. a. rufifacies

На Північному острові були спіймані особини меншого підвиду rufifacies у лісистих районах вулканів Таранакі (1856) та Вайрарапа (1868). Історія була нечітка й ставилася під сумнів, але присутність виду на острові підтверджена наявністю викопних решток. Сов спостерігали поблизу Поріруа та Те-Карака, згідно зі свідченнями маорі, вид востаннє бачили у Те-Уревера.
На Південному острові більший підвид albifacies населяв знижені дощові місцевості, як Нельсон, Кентербері та Отаго. Їх також зустрічали у середніх горах та, можливо, Фіордленді. Особин S. a. albifacies відловили на острові Стюарт близько 1881 року.